# 史略
『史略』（しりゃく）は、南宋の高似孫（こうじそん）による史書目録である。全6巻。
宝慶元年（1225年）の自序がある。中国では早く滅び、日本にのみ残る佚存書である。国立公文書館蔵の宝慶年間刊本は重要文化財に指定されている。清末の『古逸叢書』や『後知不足斎叢書』に収録され、中国でも知られるようになった。

## 著者
高似孫、字は「続古」。明州鄞県（現在の浙江省寧波市海曙区）の人。父の高文虎は翰林学士で、著書に『天官書集註』（現存せず）があった。高似孫には多くの著書があったが、現存する書物のうち『史略』『子略』の2書が目録に属する。『経略』『集略』もあったらしいが、現存しない。

## 構成
『史略』は6巻から構成され、巻1は『史記』とその関連図書を載せ、また『史記』に対する後人のさまざまな評価を抜粋している。巻2は『漢書』から『旧五代史』『新五代史』までの正史とその関連図書について、巻3は『東観漢記』や編年史、実録などの書物について、巻4は二次的に作られた史表・史略・史評などと『資治通鑑』について、巻5は覇史・雑史など（『十六国春秋』『戦国策』はここに含まれる）および歴代の宮中の蔵書などについて、巻6は『山海経』『世本』『三蒼』『漢官』『水経』『竹書』（汲冢書）について記す。

## 評価
楊守敬は、歴史の流派の分類については劉知幾『史通』がすでに行っており、『史略』はその範囲を出ない上に、急いで作られたもので誤りが多く、同じ著者による『子略』『緯略』に遠く及ばないと批判している。
一方、内藤湖南は「支那目録学」の中で、『史略』が鄭樵の影響を受けながら書物の内容に注意し、多くの人が書いたものを並べることで自分の説を立てようとしたものであると評した。また逸書について類書の記載をもとに考えたことは王応麟や考証学の先駆をなすものであると非常に高く評価し、楊守敬の批判を不当なものとする。